# Oltcit
Oltcit was een Roemeens automerk, ontstaan uit een samenwerkingsverband met het Franse merk Citroën. De Oltcit werd geproduceerd tussen 1982 en 1996 en werd buiten het Oostblok van 1984 tot 1988 geëxporteerd als Citroën Axel.

## Geschiedenis
De naam Oltcit is een samentrekking van de regio Oltenië (waar de fabriek gevestigd werd) en de merknaam Citroën. De samenwerkingsovereenkomst werd in 1976 getekend en de sleutels van de fabriek in de Zuidwest-Roemeense stad Craiova werden in 1980 aan de Roemeense overheid overhandigd. Door de enorme bureaucratie en corruptie in het Roemenië van Nicolae Ceaușescu kwam de productie echter pas in oktober 1982 op gang, en pas in 1983 was er pas sprake van volledige productie van de Oltcit.
De uiteindelijk geproduceerde auto was een compacte driedeurs hatchback, gebaseerd op de Citroën Projet Y met luchtgekoelde boxermotoren uit de Citroën GS. Deze auto moest voor Citroën de Citroën Ami vervangen, voordat PSA met de beslissing kwam om de Citroën Visa te gaan produceren (op basis van de Peugeot 104).
In 1989 verscheen een vijfdeurs hatchback-prototype, de Oltina, en tevens een pick-up. De pick-up had slechts een zeer korte laadruimte en kon moeilijk concurreren tegen de bedrijfswagens van ARO en Dacia. De productie van de pick-ups werd beëindigd in de zomer van 1995.
In 1991 werd de joint venture met Citroën beëindigd. Het nieuwe staatsbedrijf ACSA (Automobile Craiova SA) bouwde de wagen als Oltena tot 1993. Eind 1993 werd 51% van de aandelen van de fabriek verkocht aan het Koreaanse Daewoo. De auto kreeg een facelift, de naam werd in Rodae Oltena veranderd en ook werd het logo gewijzigd.
Er zijn in totaal ongeveer 157.000 Oltcit's gebouwd. Van de Citroën Axel zijn echter slechts ongeveer 60.000 stuk gebouwd. In 1996 werd de productie van dit model beëindigd waarna op deze locatie de Daewoo Tico en Nexia werden gebouwd. Een geplande opvolger op basis van het conceptmodel Citroën Activa ging nooit in productie; er werden alleen een paar studieobjecten gemaakt voor tentoonstellingen.
Vanwege het faillissement van Daewoo werd de fabriek in Craiova, die uiteindelijk alleen nog actief was in de onderdelenproductie, in 2006 overgenomen door de Roemeense staat. Die slaagde er in 2007 in om, na afschrijving van de schulden, het meerderheidsbelang aan Ford te verkopen. In september 2009 werd de autoproductie opnieuw gestart, vanaf dat moment lopen er Ford-modellen van de band.

## Modellen
- Spécial - tweecilinder 652 cc (uit Citroën Visa/LNA), vierversnellingsbak, metalen bumpers, geen toerenteller en ruitenwisser achter. Wel elektronische ontsteking
- Club 11 - viercilinder 1129 cc, eenvoudig interieur (export: Citroën Axel 11)
- Club 11 R - viercilinder 1129 cc, rijker uitgerust interieur (o.a. ruitenwissers met interval, achterruitverwarming, antenne en luidsprekers, kaartleesverlichting), ruitenwisser achter
- Club 11 RL - viercilinder 1129 cc, interieur rijker uitgerust dan 11 R, kunststof bumpers en decoratieve stootlijsten, van binnenuit verstelbare buitenspiegels
- Club 12 TRS - viercilinder 1299 cc, vijfversnellingsbak, interieur hetzelfde als 11 RL, en bovendien met uitzetbare achterste zijruiten, rolgordels op de achterbank. Meestal aangeboden met lichtmetalen velgen en Michelin TRX-banden (export: Citroën Axel 12 TRS)
- Entreprise - viercilinder 1129 of 1299 cc, geen achterbank

De auto's met de merknaam Citroën werden geëxporteerd naar landen in West-Europa (waaronder Nederland en België), Zuid-Amerika en het Midden-Oosten.

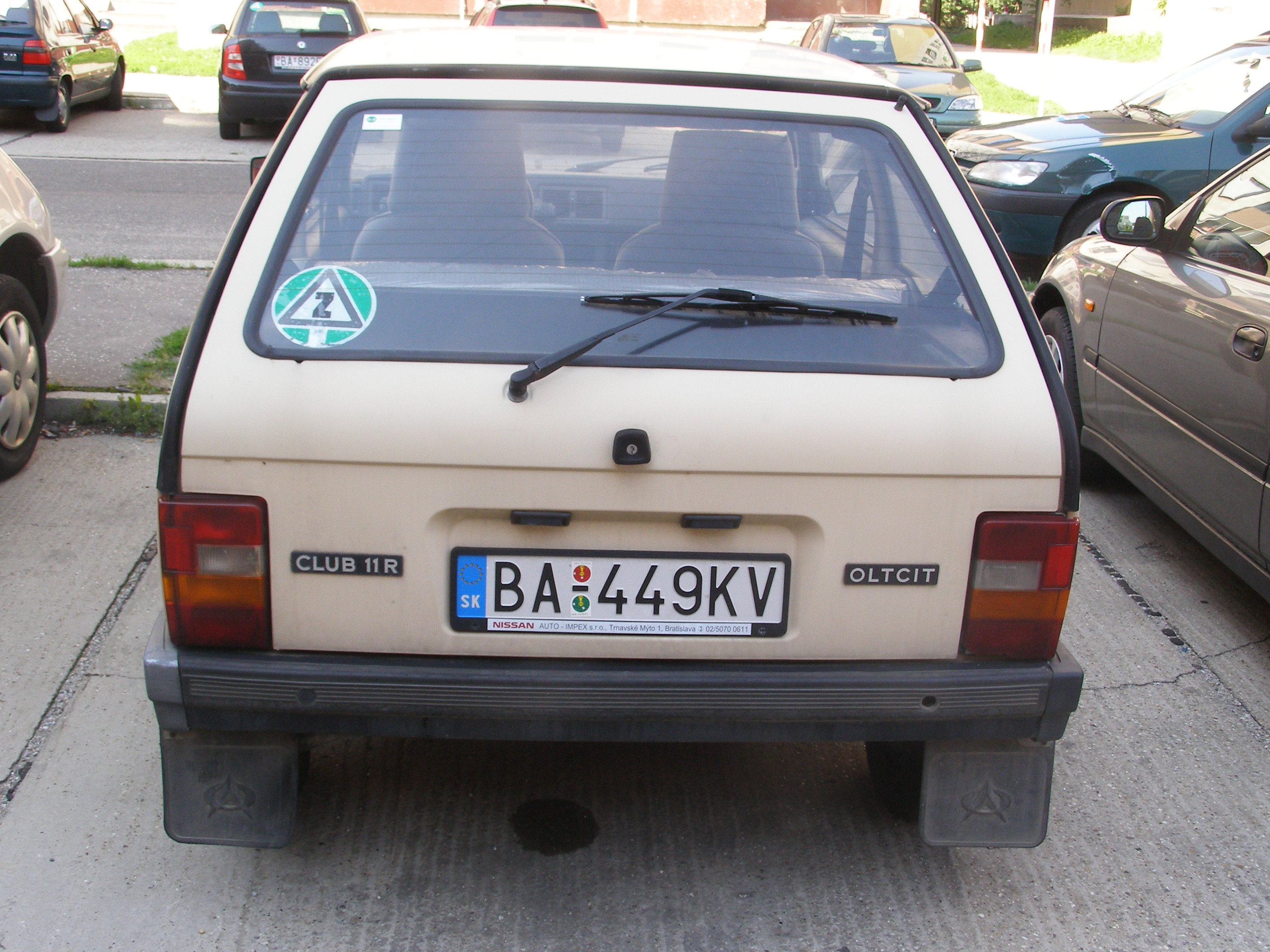
Oltcit Club 11 R
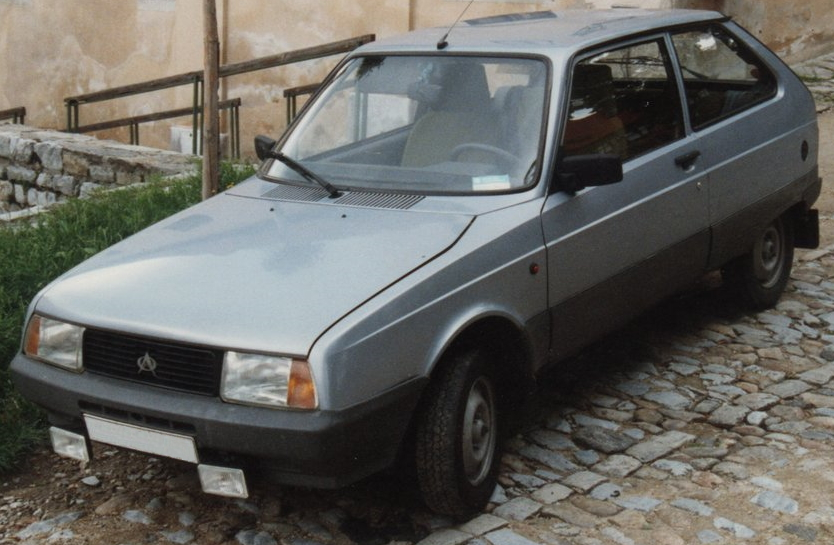
Oltcit Club 12 TRS

## Trivia
In de jaren negentig reden nog veel Oltcits in onder andere Hongarije. Opvallend was dat bij nagenoeg alle Oltcits het logo, bestaande uit een enkele chevron en een ellips, uit de grille verwijderd was. Hierdoor werd duidelijk zichtbaar dat er ruimte was uitgespaard voor het Citroën logo, dat uit een dubbele chevron bestaat.